# Salbohed
Salbohed is een plaats in de gemeente Sala in het landschap Västmanland en de provincie Västmanlands län in Zweden. De plaats heeft 262 inwoners (2005) en een oppervlakte van 76 hectare.

## Verkeer en vervoer
Bij de plaats loopt de Länsväg 256.